# Aberdeen
Aberdeen (AFI: [æbə(ɾ)ˈdiːn]; en escocés: Aiberdeen; en gaélico escocés: Obar Dheathain AFI: [ˈopər ˈʝɛhɪn], que significa «desembocadura del Dee») es una ciudad y un concejo de Escocia (Reino Unido). Se la conoce como La Ciudad de Granito y es la tercera ciudad en tamaño de Escocia, con una población de aproximadamente 196 670 habitantes en 2014. Constituye un importante centro comercial y es además el principal puerto marítimo del nordeste de Escocia. A las afueras de la ciudad se encuentra ubicado el aeropuerto.

## Historia

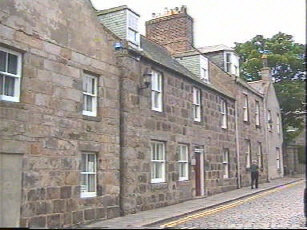
Casas de granito en Aberdeen.

Se han descrito asentamientos en el área de Aberdeen desde al menos el 6000 a. C.
La primera referencia que tenemos es el itinerario de la incursión hecha por Severo en el norte de Escocia en el siglo III, en el que Aberdeen recibe el nombre de Devana, esto es Ciudad en la ribera del Deva (o Dee). El lugar no adquirió importancia hasta 1179, cuando Guillermo el León le otorgó un fuero, que sería posteriormente confirmado por David I.
En 1319 se le concedió el estatuto de burgo real.
En 1336 Eduardo III de Inglaterra incendió la ciudad, pero fue rápidamente reconstruida y ampliada con el nombre de Nueva Aberdeen.
Los archivos municipales, que datan de 1398, son los más antiguos de Escocia.

## Galería

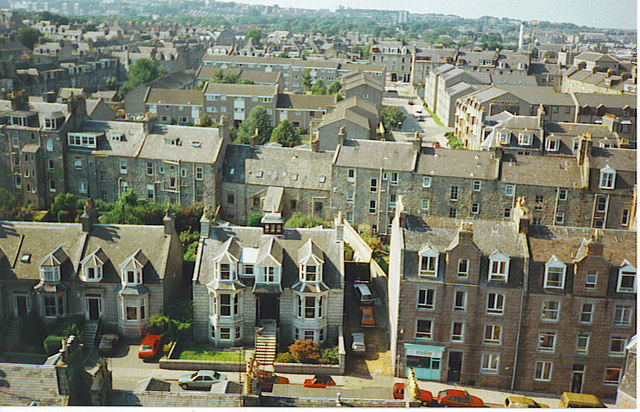
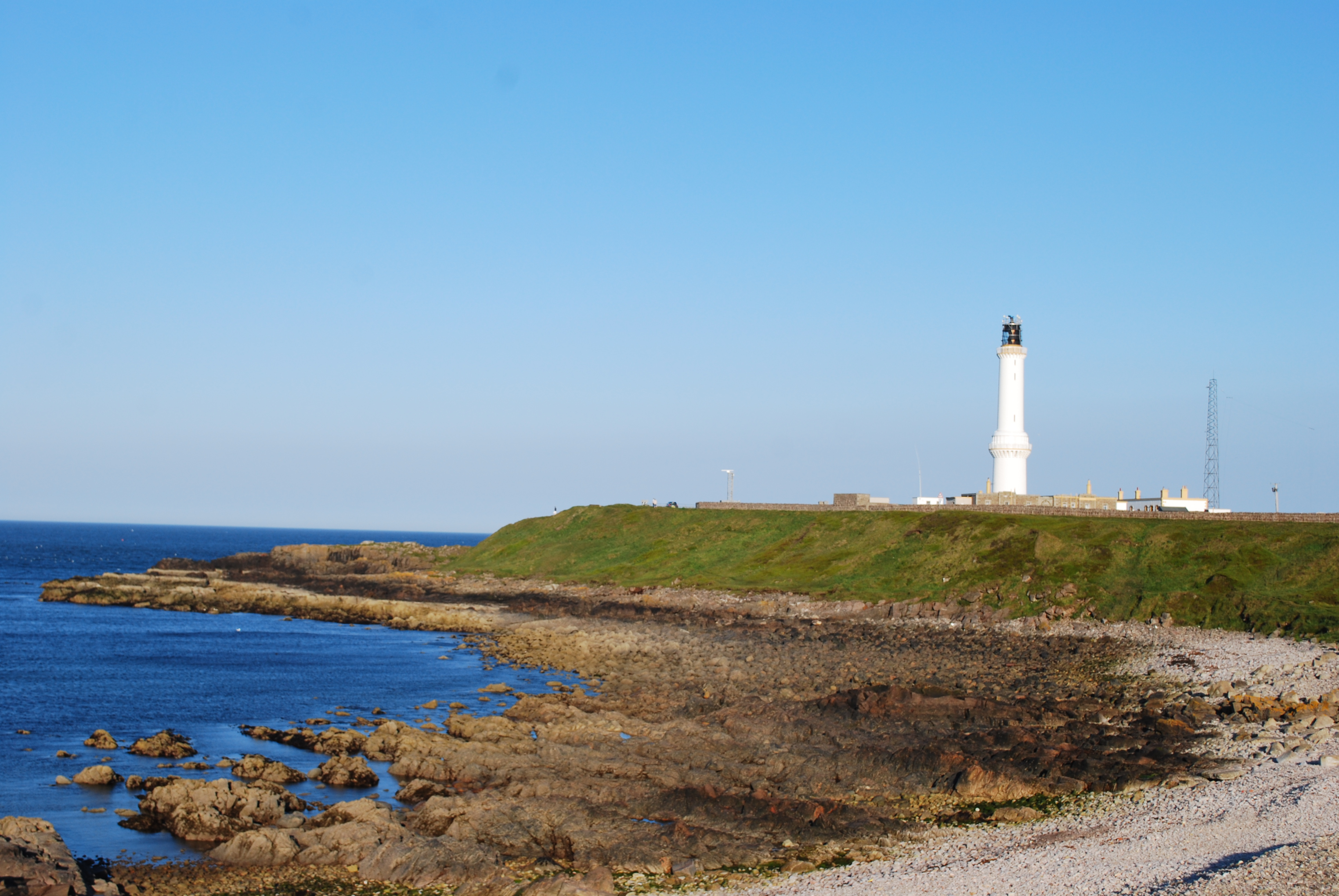
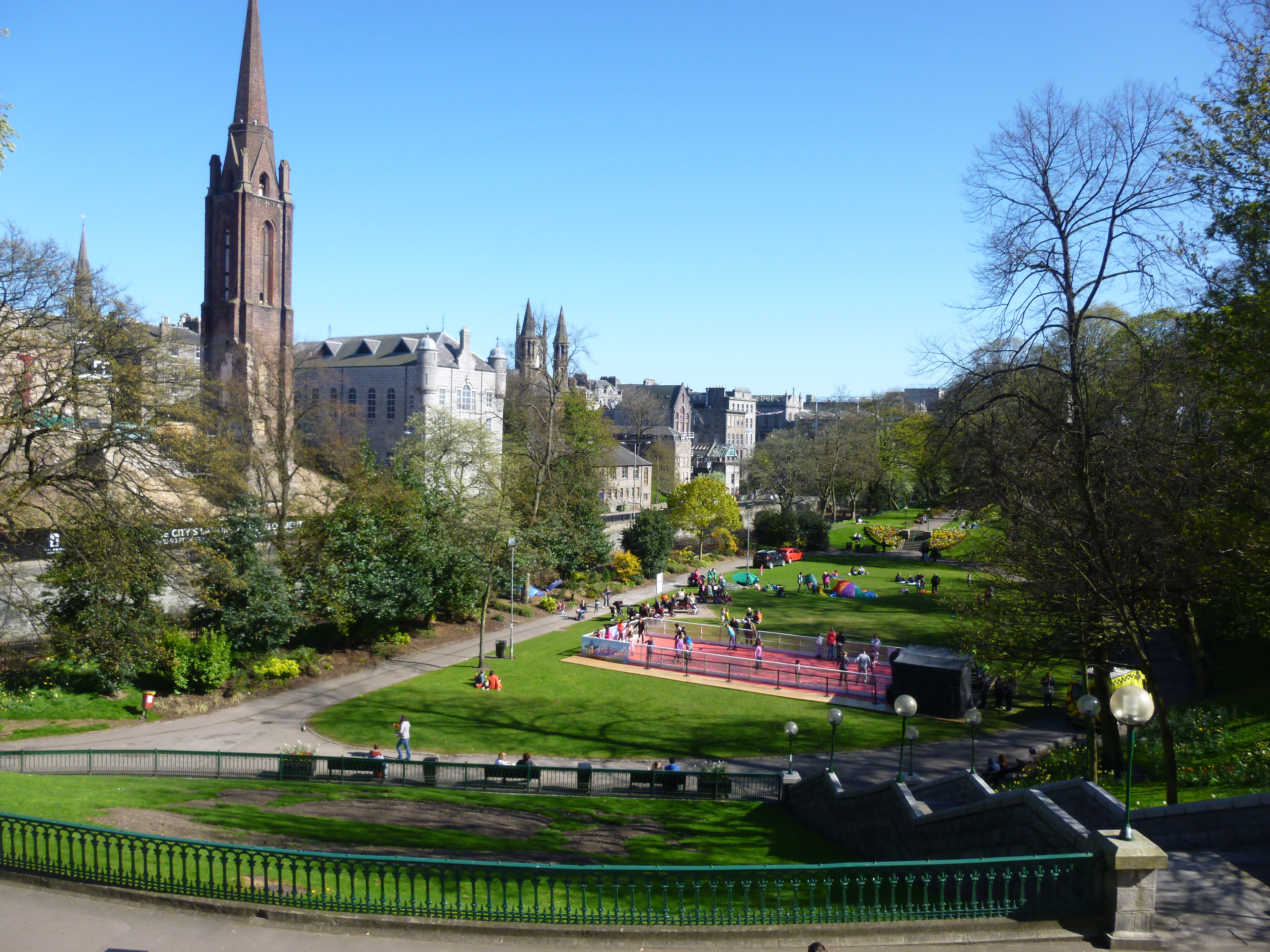
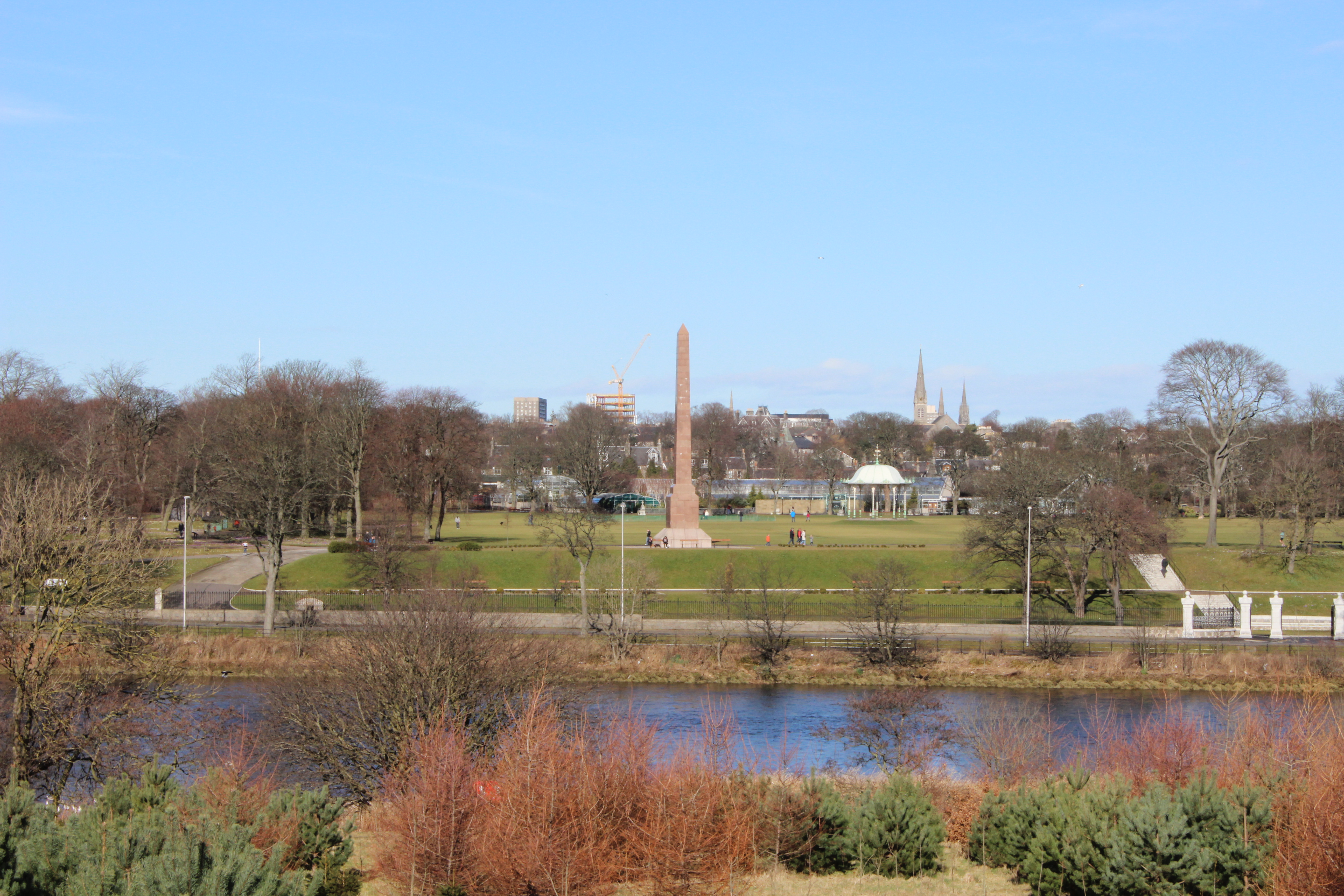
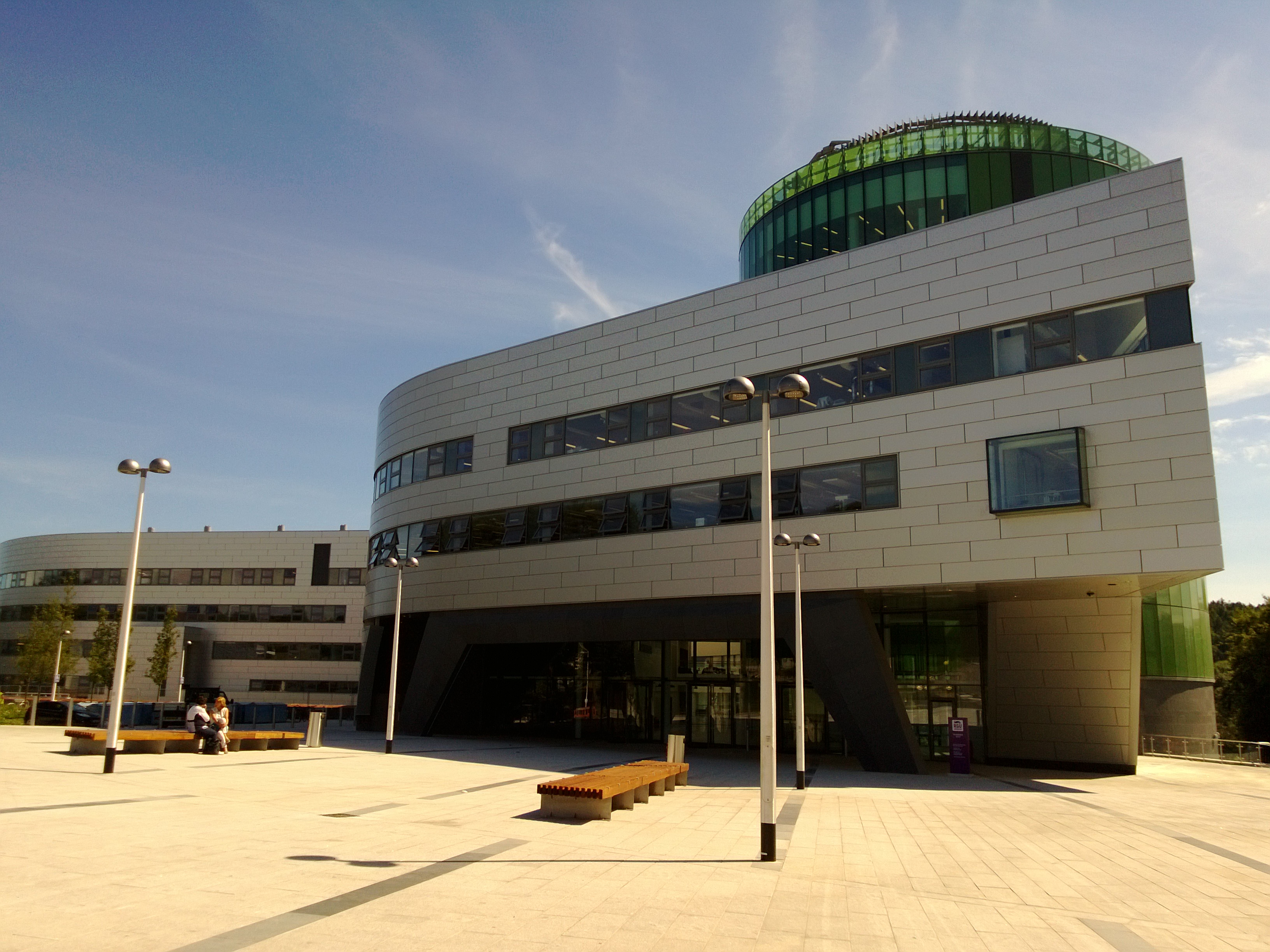
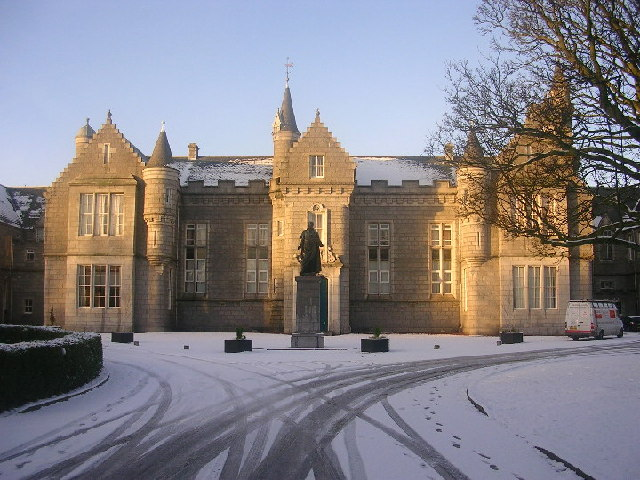
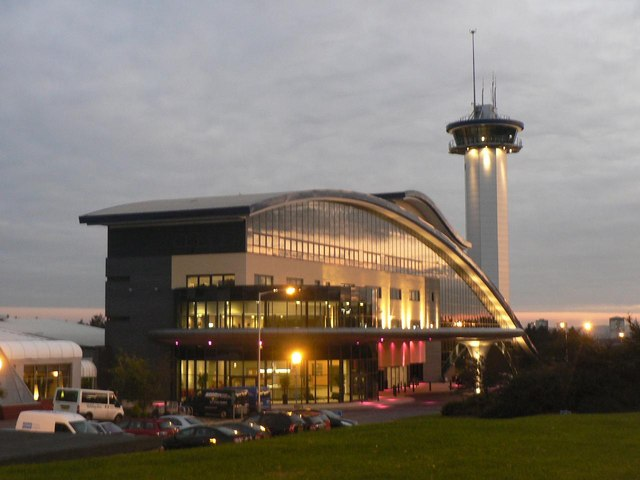

## Localidades del concejo de Aberdeen
- Aberdeen
- Cove Bay
- Dyce
- Kingswells
- Milltimber
- Peterculter[3]

## Clima
| Parámetros climáticos promedio de Aberdeen, Escocia     | Parámetros climáticos promedio de Aberdeen, Escocia | Parámetros climáticos promedio de Aberdeen, Escocia | Parámetros climáticos promedio de Aberdeen, Escocia | Parámetros climáticos promedio de Aberdeen, Escocia | Parámetros climáticos promedio de Aberdeen, Escocia | Parámetros climáticos promedio de Aberdeen, Escocia | Parámetros climáticos promedio de Aberdeen, Escocia | Parámetros climáticos promedio de Aberdeen, Escocia | Parámetros climáticos promedio de Aberdeen, Escocia | Parámetros climáticos promedio de Aberdeen, Escocia | Parámetros climáticos promedio de Aberdeen, Escocia | Parámetros climáticos promedio de Aberdeen, Escocia | Parámetros climáticos promedio de Aberdeen, Escocia |
| Mes                                                     | Ene.                                                | Feb.                                                | Mar.                                                | Abr.                                                | May.                                                | Jun.                                                | Jul.                                                | Ago.                                                | Sep.                                                | Oct.                                                | Nov.                                                | Dic.                                                | Anual                                               |
| ------------------------------------------------------- | --------------------------------------------------- | --------------------------------------------------- | --------------------------------------------------- | --------------------------------------------------- | --------------------------------------------------- | --------------------------------------------------- | --------------------------------------------------- | --------------------------------------------------- | --------------------------------------------------- | --------------------------------------------------- | --------------------------------------------------- | --------------------------------------------------- | --------------------------------------------------- |
| Temp. máx. abs. (°C)                                    | 17.2                                                | 17.2                                                | 21.6                                                | 23.7                                                | 24.3                                                | 26.7                                                | 29.8                                                | 29.7                                                | 25.3                                                | 22.0                                                | 18.8                                                | 15.7                                                | 29.8                                                |
| Temp. máx. media (°C)                                   | 6.5                                                 | 6.8                                                 | 8.8                                                 | 10.9                                                | 13.6                                                | 16.1                                                | 18.5                                                | 18.3                                                | 15.8                                                | 12.4                                                | 8.9                                                 | 6.6                                                 | 11.9                                                |
| Temp. mín. media (°C)                                   | 0.6                                                 | 0.8                                                 | 1.9                                                 | 3.4                                                 | 5.7                                                 | 8.6                                                 | 10.8                                                | 10.5                                                | 8.6                                                 | 5.9                                                 | 2.9                                                 | 0.7                                                 | 5.0                                                 |
| Temp. mín. abs. (°C)                                    | −19.3                                               | −18.2                                               | −15.8                                               | −6.8                                                | −4.2                                                | −0.3                                                | 0.1                                                 | −0.2                                                | −2.4                                                | −4.4                                                | −15.6                                               | −18.1                                               | −19.3                                               |
| Precipitación total (mm)                                | 67.6                                                | 55.1                                                | 59.8                                                | 58.8                                                | 56.9                                                | 61.2                                                | 61.6                                                | 60.5                                                | 67.9                                                | 96.2                                                | 93.3                                                | 76.1                                                | 814.9                                               |
| Horas de sol                                            | 58.3                                                | 81.3                                                | 121.8                                               | 149.4                                               | 199.4                                               | 166.4                                               | 165.3                                               | 157.8                                               | 123.7                                               | 99.8                                                | 66.2                                                | 46.1                                                | 1435.7                                              |
| Fuente n.º 1: Met Office                                |                                                     |                                                     |                                                     |                                                     |                                                     |                                                     |                                                     |                                                     |                                                     |                                                     |                                                     |                                                     |                                                     |
| Fuente n.º 2: Royal Dutch Meteorological Institute/KNMI |                                                     |                                                     |                                                     |                                                     |                                                     |                                                     |                                                     |                                                     |                                                     |                                                     |                                                     |                                                     |                                                     |

## Economía
Hoy en día mantiene el título de Capital Petrolera de Europa, gracias a la extensa cantidad de petróleo crudo extraída del mar del Norte.
Las industrias relacionadas con el petróleo y el gas son las mayores fuentes de riqueza de la ciudad.
Las tradicionales industrias pesqueras y agrícolas completan su economía, la cual se basa en productos de tipo primario.

## Lingüística
La lengua tradicional de la ciudad es el escocés (lengua germánica), aunque hoy la lengua más hablada es el inglés.
El escocés es hablado por un 0,66 % de la población, a la que hay que añadir un 0,54 % que lo entiende (2001).

## Educación
La ciudad tiene dos universidades, la Universidad de Aberdeen  y la Universidad Robert Gordon.

## Teatros
En la ciudad se encuentra el "Centro de artes de Aberdeen", ubicado en la calle King. Tiene un aforo de 350 plazas para acoger eventos musicales y teatrales, y es el foco de gran parte de las actividades amateurs dramáticas de Aberdeen. El teatro tiene dos alturas, con una parte superior y una galería inferior para el público. Hay un pequeño espacio para la orquesta y detrás del escenario hay vestuarios y salas de ensayos para los conciertos y otros proyectos, tales como grupos de teatro locales.

## Ciudades hermanadas
| Ciudad           | Provincia/Estado   | País        |
| ---------------- | ------------------ | ----------- |
| Clermont-Ferrand | Puy-de-Dôme        | Francia     |
| Gómel            | Provincia de Gómel | Bielorrusia |
| Stavanger        | Rogaland           | Noruega     |
| Bulawayo         | Bulawayo           | Zimbabue    |
| Barranquilla     | Atlántico          | Colombia    |
| Ratisbona        | Baviera            | Alemania    |